# Camembert de Normandía
El Camembert de Normandie (Camembert de Normandía) es un queso de leche de vaca producido en la región francesa de Normandía. Dentro de su país, está protegido por una denominación de origen controlada desde 1983 y es una DOP por el reglamento de la Comisión Europea n.º 1107/96. La zona de producción de esta denominación de origen destaca en el departamento de Calvados, pero incluye otros cuatro: Eure, Mancha, Orne y Sena Marítimo. Es uno de los emblemas de la gastronomía francesa.

## Denominación
El Camembert, como señala el diccionario de la RAE, es un queso de origen francés de pasta blanda, untuosa y suave. Se trata de una denominación genérica para este queso, que actualmente se elabora en todo el mundo. Francia no ha solicitado la protección del término genérico «camembert», pero sí de uno en particular, que es el Camembert de Normandie (AOC y DOP).
En origen, el camembert proviene de la región francesa de Normandía, departamento de Orne, específicamente de un municipio homónimo. Su creadora fue Marie Harel, una campesina de la población de Vimoutiers, donde se encuentra su estatua. 
Se llama simplemente camembert a cualquier queso similar fabricado en otros lugares del mundo. Un camembert fermier, en cambio, es un queso fabricado específicamente en Normandía. El camembert au calvados es una especialidad fabricada en Normandía.

## Historia
El Camembert de Normandía se comenzó a fabricar en 1791 por Marie Harel, siguiendo los consejos de un sacerdote de Brie que durante la Revolución francesa se refugió en su casa. Era una granjera de la ciudad de Camembert, cerca de Vimoutiers en el departamento de Orne. Este queso se popularizó cuando se inauguró la línea ferroviaria París-Granville (1855), Marie Paynel, hija de Marie Harel, entregó a Napoleón III un queso camembert. Al emperador de Francia le gustó e hizo que se lo llevaran con asiduidad al Palacio de las Tullerías.
Desde 1880 se envasa en pequeñas cajas de madera, lo que facilitó su transporte a largas distancias. En 1910 sufrió otro cambio, y es que la corteza, que era azulada, pasó a ser blanca, gracias a la introducción del moho Penicillium candidum.

## Elaboración
Es un queso elaborado a partir de leche de vaca que ha pastado en los prados normandos. El proceso de fabricación es muy tradicional ya que debe ser depositado en los moldes con un cucharón, y hace falta un mínimo de cinco cucharones para hacer un camembert. Cada pasada de cucharón debe hacerse cada cuarenta minutos para asegurar un escurrido máximo. No se prensa ni se cuece. Madura durante un periodo de 3 a 5 semanas.
Inicialmente sólo se hacía de leche cruda, pero la producción masiva provocó que se usara leche pasteurizada, que abarataba el coste y respetaba la seguridad alimentaria. Un distintivo marca los quesos producidos con leche cruda (más apreciado por algunos consumidores) que son los únicos autorizados a llevar la denominación "auténtico camembert de Normandía" dentro del territorio francés.

## Producción
13.280 toneladas en 2004 (+23,0% desde 1996). Hoy en día existen 10 talleres de fabricación de camembert AOC, todos ubicados en la región de Normandía. Las etiquetas deben incluir la denominación «Camembert de Normandie», acompañada por las palabras «Appellation d'Origine» y el logotipo con las iniciales «INAO». 

## Características
Es un queso que tiene un 45% de materia grasa. Tiene forma de cilindro pequeño plano, de un tamaño máximo de 12 centímetros y un peso medio de 250 gramos. Es obligatorio comercializarlo en una caja de madera. La corteza es mohosa y de color blanco, no debiendo estar cuarteada ni pegajosa. Tiene una pasta firme y flexible, es cremosa, de color amarillo claro. El aroma es ligeramente afrutado, sin amoníaco, pues un sabor amargo y amoniacal es un camembert pasado. Adquiere un sabor fuerte cuando madura. El buen Camembert, posee un aroma puro y un pronunciado toque a setas, cremoso y complejo, con notas a hierba fresca. Se puede emplear en muchos platos, pero, normalmente, se toma crudo untado por encima de una rebanada de pan ya que su sabor sutil y textura no sobrevive a la acción del calor.
Su período óptimo de degustación se extiende desde abril a agosto tras una maduración de 6 a 8 semanas, pero es igualmente bueno de marzo a noviembre. Sirve para entremeses, sándwiches, tentempiés, meriendas o picnics; ideal sobre pan especialmente si es baguette o galletas; con frutas como la manzana, la pera o nueces; de postre; como queso de mesa o para canapés y volovanes. Marida bien con vino blanco (Bouzy) y con tinto (Bergerac, Pomerol), un burdeos o un Beaujolais frutal. También puede acompañarse con sidra de Pays d'Auge.

## Denominación de origen
A nivel nacional, en Francia, el Camembert de Normandía es reconocido como appellation d'origine contrôlée (AOC) desde 1986. A partir de 1996, es una denominación de origen protegida (PDO) ante la Unión Europea. A nivel internacional, cuenta con registro como denominación de origen, conforme al Sistema de Lisboa, ante la Organización Mundial de la Propiedad Intelectual, desde el 1 de noviembre de 1989.